# Romantasy
Il romantasy, noto anche come fantasy romantico (romantic fantasy) o romance fantasy, è un sottogenere letterario derivato dalla letteratura fantastica e rosa. Il termine, una parola macedonia di conio recente, indica opere di ambientazione fantasy ma dove il focus narrativo è incentrato sulle relazioni romantiche fra i personaggi, le quali sono spesso modellate sui topos della letteratura cavalleresca. A distinguerlo dal genere paranormal romance, così come dai romance d'epoca, è soprattutto l'ambientazione: mentre nel primo caso si tratta di storie d'amore con elementi e creature soprannaturali ma collocate nel mondo reale, e nel secondo di storie d'amore collocate in un contesto storico reale e privo di elementi fantasy, il romantasy ha ambientazioni fantastiche, anche se spesso ispirate a epoche storiche del passato, ed elementi mutuati dal fantasy, come magia e creature sovrannaturali.

## Storia e caratteristiche
Sebbene alcune delle opere ascritte a questo genere risalgano anche alla metà del XX secolo, il romantasy come genere a sé stante è stato creato solo a partire dagli anni '10 del 2000 in poi, a seguito del successo di autrici come Sarah J. Maas e Rebecca Yarros. Inizialmente pubblicati indifferentemente all'interno delle collane fantasy o romance, diverse case editrici, a seguito dell'aumento del successo e dell'interesse, hanno creato marchi editoriali specifici per promuovere questo nuovo genere. Alcune case editrici si sono spinte oltre, differenziando il fantasy romantico dal romance fantasy, basandosi sul fatto che i primi danno prevalenza agli aspetti fantastici rispetto ai secondi, che invece favoriscono l'elemento romantico. Tuttavia, tale distinzione è labile e per lo più soggettiva. Il target è solitamente indicato come young adult, anche se alcuni autori puntano invece a un pubblico new adult, includendo nelle loro opere elementi sessuali più espliciti.
Nel 2023, il romantasy divenne di tendenza sui social media, soprattutto su TikTok, dove è stato promosso soprattutto dalle fasce più giovani delle utenti e delle BookTok, stimolando un'ulteriore ondata di pubblicazioni, ma anche di serie TV, molte delle quali derivate da opere letterarie, oltre all'interesse della stampa tradizionale, che ne hanno delineato con più precisione le caratteristiche distintive. È stato osservato che molte fan erano giovani ragazze cresciute con libri come Harry Potter, e che ora mostravano interesse per libri dalle atmosfere simili ma più maturi dal punto di vista romantico e sessuale. Le trame e i personaggi sono spesso intrisi di femminismo, con protagoniste eroine tipicamente "anti cliché" raccontate solitamente come "forti, indipendenti e capaci di salvarsi da sole", oppure come personaggi che "rompono gli stereotipi e le convenzioni di genere", così come di altri valori civili e sociali. Altre osservazioni sottolineano come sia un genere scritto e letto quasi esclusivamente da donne, e che questo genere spesso punta ad attirare, oltre al generico pubblico femminile, il pubblico delle minoranze, puntando il più possibile su una rappresentazione inclusiva, spesso privilegiando e pubblicizzando, rispettivamente nelle scelte di scrittura e nel marketing, quest'elemento più che ogni altro.

## Autori
- Catherine Asaro;
- Mercedes Lackey;
- Sarah J. Maas;
- Rebecca Yarros;
- Tamora Pierce;
- Wen Spencer;

## Opere
Opere precedenti il conio del termine ma recentemente riclassificate come romantasy includono:
- L'ultimo unicorno di Peter S. Beagle (1968);
- La principessa sposa di William Goldman (1973);
- Stardust di Neil Gaiman (1999);